# Alma indomable
 (срп. Неукротива душа) америчко-венецуеланска је теленовела, продукцијских кућа Веневисион и Унивисион, снимана током 2008 и 2009.

## Синопсис
Алма Перез је прелепа, дивља и помало заостала девојка. Живи у природи, и о њој се брине подмукла старица која је мрзи и малтретира. Облачи се скромно и одећу добија од људи који се сажале њоме. Необразована је, неваспитина је и не остаје дужна никоме, често упада чак и у физичке сукобе са мушкарацима. Зарађује за живот као праља и продајући воће на улицама. Упркос окрутном окружењу у коме је одрасла захваљујући подмуклој Фучи, Алма је у души остала дете. Обожава да краде воће са имања „Лас Брисас“, чији је власник њен прави деда милионер, што она заправо не зна. На реци упознаје Хуан Пабла, надзорника имања њеног деде, са ким се брзо спријатељи и који постаје њен бранитељ. Хуан Пабло схвата да је девојка потпуно неукротива, али му се безобзира на то, лепа дивљакуша допада. И убрзо се обоје заљубљују једно у друго. Међутим, ствари се међу њима додатно компликују када се Алма пресели у велелпни ранч свог деде, и тада упада у замку људи који је мрзе, оптужују је да је лопов и сви се окрећу против ње, па чак и Хуан Пабло.

## Улоге
| Глумац              | Улога                     |
| ------------------- | ------------------------- |
| Скарлет Ортис       | Алма Перез / Алма Соренто |
| Хосе Анхел Љамас    | Хуан Пабло Роблес         |
| Лилибет Мориљо      | Абигаил Ричарди           |
| Луис Хосе Сантандер | Естебан де ла Вега        |
| Виктор Гонзалес     | Никанор Санчез            |
| Лисет Морелос       | Моника Соренто            |
| Карина Мора         | Дубраска Соренто          |
| Пати Алварез        | Гертрудис Соренто         |
| Оскар Карбеља       | Патрисио Соренто          |
| Леонардо Данијел    | Рохелио Соренто           |
| Ђул Буркле          | Фернандо Риос             |
| Родолфо Хименез     | Леон Риос                 |
| Габријел Париси     | Федерико Урбанexa         |
| Хуан Видал          | Раул Урбанexa             |
| Есперанса Рендон    | Сесилија Окампо           |
| Франклин Виргез     | Данило Окампо             |
| Алан Ибара          | Алберто "Бето" Окампо     |
| Исабел Морено       | Рафаела "Фуча" Перез      |
| Роберто Леверман    | Теофилио "Тео"            |
| Адита Риера         | Каридад Роблес            |
| Нелида Понче        | Кармела "Кармелита" Риос  |
| Јадира Сантана      | Гуадалупе "Лупе"          |
| Хулио Капоте        | Рамон Оливарес            |
| Јами Квинтеро       | Луиса Оливарес            |
| Езекијел Монталт    | Маурисио Лира             |
| Мајте Ембил         | Аманда                    |
| Али Санчез          | Асул                      |
| Вероника Нобоа      | Венус                     |